# La ragazza del gruppo
La ragazza del gruppo (Sorority Girl) è un film del 1957 diretto da Roger Corman. Il film è un capostipite dell'exploitation "classica", ed è stato omaggiato da Quentin Tarantino in Pulp Fiction: sulle pareti del Jack Rabbit Slim's, il locale dove cenano Vincent e Mia, è infatti presente la locandina del film. Il film prende spunto dalla pellicola di Jack Garfein, Un uomo sbagliato. Nel 1994 è stato ideato un remake della pellicola con il titolo di Confessions of a Sorority Girl.

## Trama
Sabra è una ragazza bella e ricca, resa estremamente impopolare dall'egoismo e la maliziosità. La sua unica "amica" è un'obesa chiamata Ellie, della quale Sabra abusa di continuo e prende in giro sadicamente con battute e frecciate più o meno basse. Un giorno però, la badante Rita scopre dei maltrattamenti e la ragazza usa il ricatto per evitare che la cameriera spifferi tutto ai genitori. I ricatti continueranno ad andare avanti, prima ai danni di una giovane donna incinta, poi ai danni del ragazzo di Rita. Ma in verità, Sabra sta solo recitando perché sua madre dimostra di non amarla.

## Commento
La perfetta interpretazione ed il carisma della Cabot riescono a rendere simpatica Sabra al pubblico, elevando la pellicola molto al di sopra rispetto ai film collegiali del periodo. La Cabot avrebbe recitato in seguito nel classico di Roger Corman, La donna vespa del 1960, mentre June Kenney avrebbe recitato in L'adolescente bambola. Ciò che rende il film un classico sono senza dubbio i disegni nei titoli di testa, opera di Bill Martin e la sceneggiatura piuttosto solida di Ed Waters.
È stato scritto che l'atteggiamento di Sabra che rende difficile la vita alle ragazze della comunità «è determinato dall'incapacità di considerarsi un membro regolare del gruppo in cui vive». Lo stesso Giuseppe Turroni considera il film come «uno studio sul comportamento della gioventù», insieme a Teenage Doll e Carnival Rock, tutti del 1957.